# Estação Alto do Céu
A Estação Alto do Céu é uma estação de metrô do Metrô do Recife. O movimento da estação é relativamente baixo, pois não possui terminal rodoviário, a estação é mais utilizada para quem usa a Linha Centro. Ela também é  utilizada para quem mora aos arredores da estação para quem usa o metrô ou quer ir para estações que possuem algum terminal rodoviário. Ela é a última estação que deixa de atender o Ramal Jaboatão para atender somente o Ramal Camaragibe.